# Predrag Đorđević
Predrag Đorđević (szerb cirill betűkkel Предраг Ђорђевић; Kragujevac, 1972. augusztus 4. – ) szerb válogatott labdarúgó.

## Pályafutása

### Klubcsapatban
Kragujevacban született. Pályafutását is a szülővárosában kezdte 1990-ben a Radnički együttesében. 1991-ben a Crvena zvezdához szerződött, ahol évet töltött. Az 1992–93-as szezonban a Spartak Subotica játékosa volt. 1993-ban Görögországba szerződött a Paniliakószhoz. 1996-ban az Olimbiakósz igazolta le, ahol pályafutása hátralévő részét töltötte. 1996 és 2009 között volt a klub játékosa és több mint 340 mérkőzésen lépett pályára. Tizenkétszeres görög bajnok és ötszörös kupagyőztes. Három alkalommal (2001, 2002, 2003) választották meg az év külföldi játékosának Görögországban.

### A válogatottban
1998 és 2006 között 37 alkalommal szerepelt a jugoszláv és a szerb-montenegrói válogatottban és 1 gólt szerzett. Részt vett a 2006-os világbajnokságon, ahol a Hollandia, az Argentína és az Elefántcsontpart elleni csoportmérkőzésen is kezdőként lépett pályára.

## Sikerei, díjai
Olimbiakósz
- Görög bajnok (12): 1996–97, 1997–98, 1998–99, 1999–2000, 2000–01, 2001–02, 2002–03, 2004–05, 2005–06, 2006–07, 2007–08, 2008–09
- Görög kupagyőztes (5): 1998–99, 2004–05, 2005–06, 2007–08, 2008–09
- Görög szuperkupagyőztes (1): 2007